# Libros de Crónicas

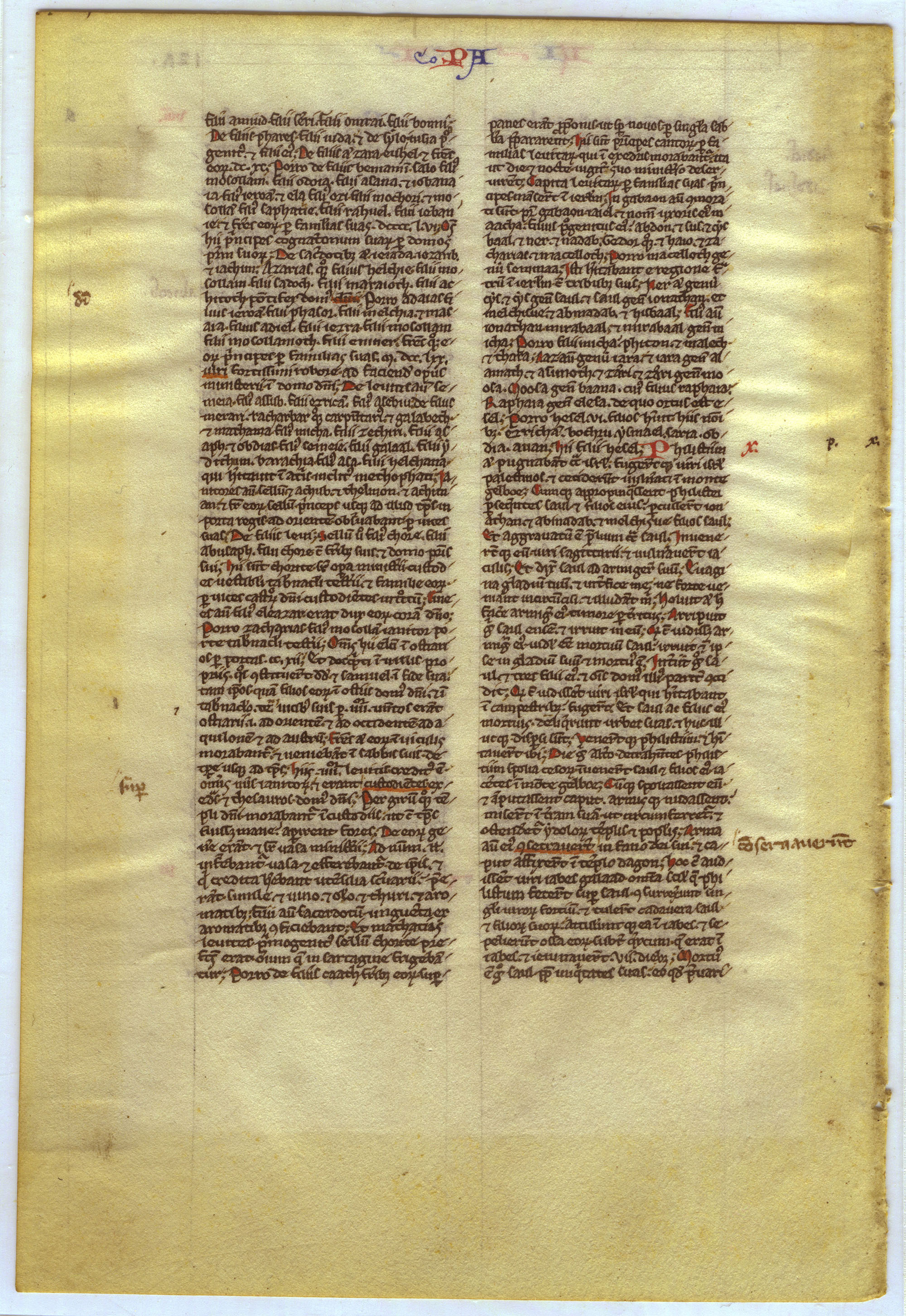
Manuscrito de I Crónicas de un códice francés del.

Los Libros de Crónicas o Libros de las Crónicas (en hebreo: דִּבְרֵי־הַיָּמִים, Diḇrê Hayyāmîm, "Los asuntos de los días" o "Acciones o hechos de los tiempos") son una obra en prosa en hebreo que forma parte de las escrituras judías y cristianas y que comúnmente se les denomina I Crónicas y II Crónicas. 
Los dos libros formaban primitivamente uno solo, siendo el último libro de la Biblia hebrea, concluyendo la tercera sección de los Ketuvim, la última sección del Tanaj. Fue en la Septuaginta, cuando se dividió en dos libros, I y II Paralipoménōn (en griego: Παραλειπομένων, lit. "cosas que se han quedado a un lado" o "cosas omitidas"). En un contexto cristiano son conocidos como Libros de las Crónicas, del latín chronikon, "crónica", nombre que le dio al texto el erudito Jerónimo en el siglo V. En la Biblia cristiana, los libros son conocidos como 1 Crónicas y 2 Crónicas (en abreviatura 1 Cro y 2 Cro) y, a veces, Primer Libro de las Crónicas y Segundo Libro de las Crónicas y generalmente siguen a los dos Libros de los Reyes y preceden a Esdras-Nehemías, concluyendo así los libros orientados a la historia del Antiguo Testamento.
Crónicas presenta la narración bíblica que comienza con el primer ser humano, Adán, y recorre la historia de la antigua Judá e Israel hasta el edicto del rey Ciro el Grande (c. 540 a. C.) que libera a los israelitas del cautiverio en Babilonia.

## Resumen

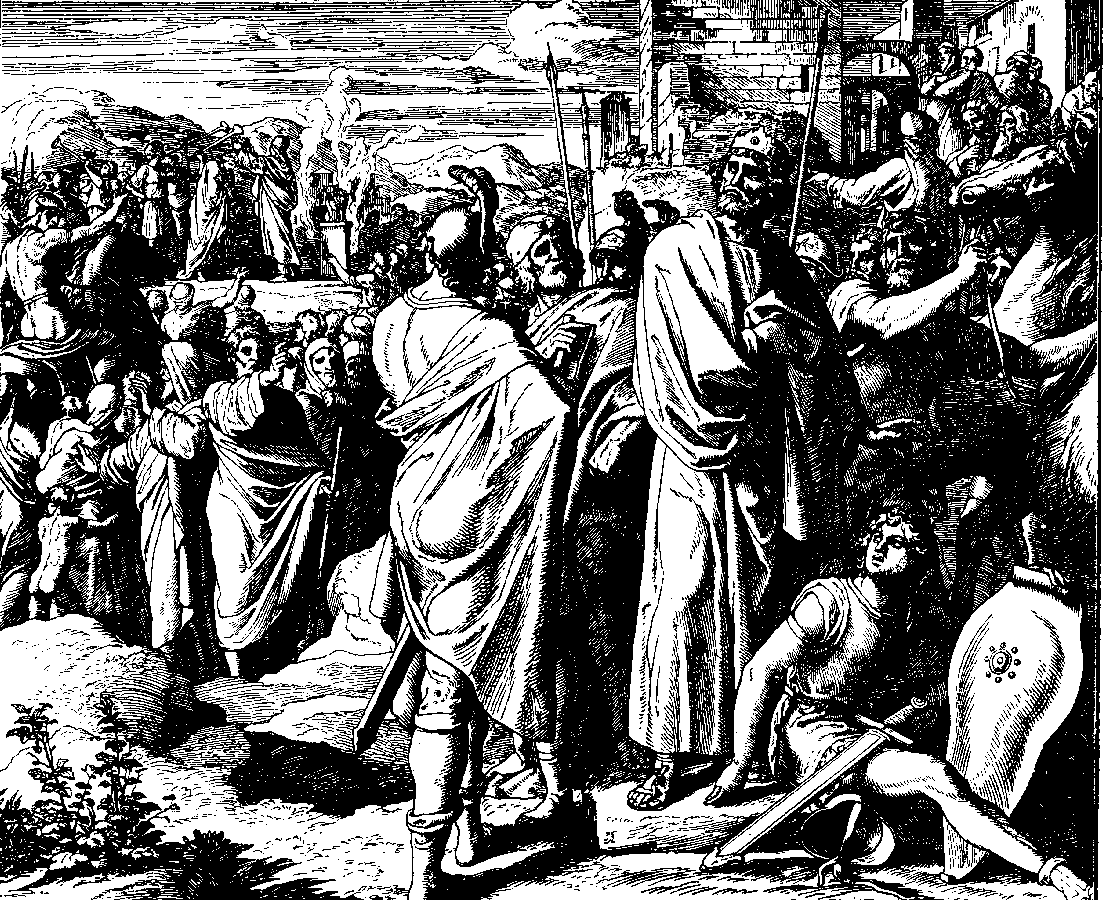
Roboam y Jeroboam I en una xilografía de La Biblia en imágenes de 1860 de Julius Schnorr von Carolsfeld.

La narración comienza con Adán Y la historia sigue adelante, casi en su totalidad mediante listas genealógicas, hasta la fundación del primer Reino de Israel (1 Crónicas 1-9). La mayor parte del resto de 1 Crónicas, después de un breve relato de Saúl, se ocupa del reinado de David (1 Crónicas 11–29). La siguiente y larga sección narra el reinado de Salomón (II Crónicas 1-9), hijo de David, y la parte final se refiere al Reino de Judá con referencias ocasionales al segundo reino de Israel (2 Crónicas 10–36). En el último capítulo, Judá es destruida y parte del pueblo es llevado al exilio en Babilonia, y en los versos finales, el rey persa Ciro el Grande conquista el Imperio neobabilónico y autoriza la restauración del Templo de Jerusalén y el regreso de los exiliados.

## Estructura
Originalmente formaban una sola obra que fue dividida en dos en la Septuaginta, una traducción en griego koiné de textos hebreos y arameos de los siglos III y II a. C. El texto se divide en tres secciones principales: (1) las genealogías en los capítulos 1–9 de 1 Crónicas; (2) los reinados de David y Salomón, en el resto de 1 Crónicas y los capítulos 1–9 de 2 Crónicas; y (3) la historia del reino dividido, el resto de 2 Crónicas.
Dentro de esta estructura hay signos evidentes de que el autor ha utilizado varios recursos para estructurar su trabajo, especialmente a través de trazar paralelos entre David y Salomón. El primero se convierte en rey, establece el culto al Dios de Israel en Jerusalén y lucha en guerras que permitirán que se construya el Templo. Salomón se convierte en rey, construye y dedica el Templo, y cosecha los beneficios de la prosperidad y la paz en el reino.

## Composición
Los últimos sucesos en Crónicas tienen lugar durante el reinado de Ciro el Grande, el rey que conquistó Babilonia en 539 a. C, lo que establece la fecha más antigua posible para la composición de la obra. Es probable que fuese escrita entre 400–250 a. C., con el período más probable entre 350–300 a. C. La última persona mencionada es Anani, un descendiente de octava generación del rey Jeconías según el texto masorético. El nacimiento de Anani probablemente habría ocurrido en algún momento entre 425 y 400 a. C. La Septuaginta presenta más de cinco generaciones adicionales en la genealogía de Anani. Para los estudiosos que prefieren esta lectura de la Septuaginta, la probable fecha de nacimiento de Anani es un siglo después.
Las Crónicas parecen ser en gran parte el trabajo de una sola persona, con algunas adiciones y ediciones posteriores. Su autor probablemente fuera un levita (sacerdote del templo) y probablemente de Jerusalén. Sería un buen lector, un experto editor y un teólogo sofisticado. Su intención era utilizar el pasado de Israel para transmitir mensajes religiosos a sus compañeros, la élite literaria y política de Jerusalén en la época del Imperio aqueménida.
La tradición judía y cristiana identificaba a este autor con Esdras del siglo V a. C., que prestó su nombre al Libro de Esdras. También se creía que Esdras era el autor de los libros de Esdras-Nehemías, pero más tarde los estudiosos de la crítica textual abandonaron esta identificación y empezaron a llamar al autor anónimo 'El Cronista'. Una de las características más llamativas, aunque no concluyentes, de las Crónicas es que el versículo final (2 Cro 36) se repite en el comienzo del Libro de Esdras, lo que podría llevar a considerar una unidad en su composición. La segunda mitad del siglo XX conllevó una revaluación radical, y muchos ahora consideran improbable que el autor de Crónicas también fuera el autor de partes narrativas de Esdras-Nehemías.

## Género
Los traductores que crearon la versión griega de la Biblia judía (la Septuaginta) llamaron a este libro 'Las cosas que se han quedado a un lado', indicando así que lo consideraban como un suplemento de otro trabajo, probablemente Génesis-Reyes, pero esta idea no parece sostenerse, ya que mucho de Génesis-Reyes ha sido copiado casi sin cambios. Algunos eruditos modernos propusieron que Crónicas fuera un midrash, o comentario tradicional judío, sobre Génesis-Reyes, pero nuevamente esta hipótesis tampoco parece sostenerse pues el autor o autores no comentan sobre libros más antiguos sino que los usan para crear una nueva obra. Hipótesis recientes sugieren que la obra fue pensada como una aclaración a la historia de Génesis-Reyes, o como sustitución o alternativa.